# Di-hidrogossipetina
Di-hidrogossipetina é um flavanonol, um tipo de flavonoide.

## Metabolismo
A enzima taxifolina 8-monooxigenase usa taxifolina, NADH, NADPH, H+, e O2 para produzir 2,3-di-hidrogossipetina, NAD+, NADP+, e H2O.